# Baculentulus celisi
Baculentulus celisi är en urinsektsart som först beskrevs av Bruno Condé 1955.  Baculentulus celisi ingår i släktet Baculentulus och familjen lönntrevfotingar. Inga underarter finns listade.